# Jaderná elektrárna Dálný východ
Jaderná elektrárna Dálný východ (rusky Дальневосточная АЭС, ДАЭС) byla plánovanou jadernou elektrárnou v tehdejším Sovětském svazu a dnešním Rusku. Nacházet se měla na břehu jezera Evoron poblíž města Solněčnyj. Elektrárna měla primárně sloužit k zásobování elektrickou energií 90 kilometrů vzdáleného Komsomolsku na Amuru a také město Chabarovsk, které bylo od areálu plánované elektrárny vzdálené 350 kilometrů.

## Historie a technické informace

### Počátky
Plánování vybudování jaderné elektrárny na Dálném východe u jezera Evoron začalo koncem 50. let 20. století. V 70. a na začátku 80. let byly vypracovány dva projekty jaderných elektráren, které vláda SSSR zařadila do programů hospodářského rozvoje regionu. Elektrárna měla disponovat dvěma nebo čtyřmi reaktory blíže nespecifikovaného typu. Plán postavit jadernou elektrárnu však znepokojil místní obyvatelstvo, jež kladli vůči projektu silný odpor a mezi roky 1988 a 1989 dokonce vznikla petice proti výstavbě. Plánování elektrárny bylo zastaveno s nástupem 90. let kvůli rozpadu Sovětského svazu a následné ekonomické krizi.

### Novodobé plánování
O obnovení plánů na výstavbu elektrárny poblíž města Solněčnyj se začalo mluvit znovu až na začátku 21. století. Již tehdy se zamýšlelo vystavět dva nebo čtyři reaktory typu VVER-1000/392 s cílem spuštění prvního z nich již v roce 2009. Výstavba a následné provozování jaderné elektrárny mohlo v oblasti poskytnout až 5 tisíc pracovních míst a další místa, která přímo nebo nepřímo souvisí s výstavbou.
V roce 2022 generální ředitel ruské státní korporace Rosatom Alexej Lichačev oznámil, že ve 30. letech 21. století může na Dálném východe být postavena jaderná elektrárna. Jedná se o vedlejší plán po nahrazení stávajících dosluhujících RBMK reaktorů v Rusku za modernější reaktory VVER.

## Informace o reaktorech
| Reaktor        | Typ reaktoru | Výkon | Výkon | Zahájení výstavby                | Připojení k síti                 | Uvedení do provozu               | Uzavření |
| Reaktor        | Typ reaktoru | Čistý | Hrubý | Zahájení výstavby                | Připojení k síti                 | Uvedení do provozu               | Uzavření |
| -------------- | ------------ | ----- | ----- | -------------------------------- | -------------------------------- | -------------------------------- | -------- |
| Dálný východ-1 |              |       |       | Plánování zastaveno v 90. letech | Plánování zastaveno v 90. letech | Plánování zastaveno v 90. letech |          |
| Dálný východ-2 |              |       |       | Plánování zastaveno v 90. letech | Plánování zastaveno v 90. letech | Plánování zastaveno v 90. letech |          |